# Elise Hughes
Elise Hughes (Hawarden, 15 april 2001) is een voetbalspeelster uit Wales. Ze speelt als aanvaller voor Crystal Palace in de Engelse Super League.

## Vroegere leven
Hughes werd geboren in Hawarden, Flintshire. Haar grootvader David en vader Peter waren eveneens voetballers. Haar familie is fan van Everton FC.

## Clubcarrière
Hughes doorliep het regionale talentcentrum van Everton FC. In februari 2018 maakte ze op zestienjarige leeftijd haar debuut voor de hoofdmacht van The Toffees in een 1-0 nederlaag tegen Arsenal. Hughes maakte haar eerste doelpunt in een derbyoverwinning op Liverpool tijdens de groepsfase van de FA League Cup.
Op 4 januari 2020 voegde Hughes zich op huurbasis bij Bristol City tot het einde van het seizoen 2019/20. Op 30 januari 2021 kwam haar verhuurbeurt al ten einde na het oplopen van een kruisbandblessure. Ze ging een lange revalidatieperiode tegemoet die ze volgde bij Everton.
Sinds 2022 staat Hughes onder contract bij Crystal Palace. In het seizoen 2023/24 wist Hughes zestien keer tot scoren te komen in 21 competitiewedstrijden, waarmee ze een groot aandeel had in de promotie naar de Super League. Ook won ze de 'gouden schoen' als topscoorster van de Championship. In de voorlaatste wedstrijd van het seizoen tegen Lewes FC liep Hughes echter een nieuwe kruisbandblessure op waardoor ze een groot deel van het seizoen 2024/25 moest missen.
De voetbalster bezit een UEFA-trainersdiploma en ze is als trainster actief bij haar jeugdclub Connah's Quay Nomads.

## Statistieken
| Seizoen | Club              | Land     | Competitie   | Wedstrijden | Doelpunten |
| ------- | ----------------- | -------- | ------------ | ----------- | ---------- |
| 2017/18 | Everton FC        | Engeland | Super League | 6           | 0          |
| 2018/19 | Everton FC        | Engeland | Super League | 12          | 0          |
| 2019/20 | Everton FC        | Engeland | Super League | 4           | 0          |
| 2020/21 | Everton FC        | Engeland | Super League | 0           | 0          |
| 2019/20 | Bristol City      | Engeland | Super League | 3           | 0          |
| 2020/21 | Blackburn Rovers  | Engeland | Championship | 19          | 5          |
| 2021/22 | Charlton Athletic | Engeland | Championship | 4           | 0          |
| 2022/23 | Crystal Palace    | Engeland | Championship | 21          | 6          |
| 2023/24 | Crystal Palace    | Engeland | Championship | 21          | 16         |
| 2024/25 | Crystal Palace    | Engeland | Super League | 6           | 0          |
| Totaal  | Totaal            | Totaal   | Totaal       | 111         | 32         |

Laatste update: 25 juni 2025

## Interlandcarrière
Hughes werd meermaals opgeroepen voor het Welshe nationale team alvorens ze haar debuut maakte op 5 maart 2018 in een wedstrijd tijdens Cyprus Women's Cup tegen Zwitserland. Tijdens een wedstrijd in de Nations League tegen IJsland maakte Hughes haar eerste interlanddoelpunt. Door haar kruisbandblessure miste ze het grootste gedeelte van de kwalificatiereeks van het EK 2025.
In juni 2025 werd Hughes opgenomen in de Welshe selectie voor op het EK 2025 in Zwitserland.